# 埃尔克 (加利福尼亚州门多西诺县)
埃尔克（英語：Elk，亦作格林伍德或埃尔克河）是美国的一个非建制地區，位于加利福尼亚州的门多西诺县，以北22英里（35）为布拉格堡 (加利福尼亞州)。其海拔为41米。

## 历史
格林伍德兄弟最早于埃尔克耕作，因此其亦被称为“格林伍德”。1887年此地开设邮局，不过由于加利福尼亚州当时已经存在另一个格林伍德邮局，因此该邮局被命名为埃尔克邮局。